# アリール基
アリール基（Aryl）は、芳香族炭化水素から誘導された官能基または置換基である。アリール置換基やアリール基への置換基の為に"フェニル基"のような用語があるが、アリール基は略語もしくは一般化の為に使われている。狭義には、単純芳香環の誘導体であるが、一般には、ナフチルなどの多環芳香族炭化水素基をも包含する。

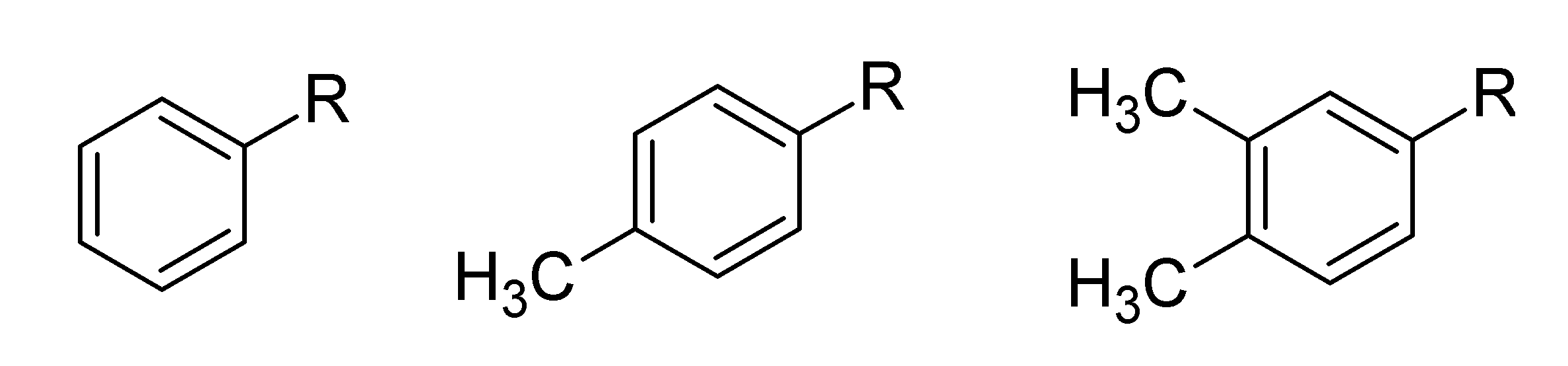
アリール基の例。左から、フェニル基、トリル基、o-キシリル基。

最もシンプルなアリール基はフェニル基で、ベンゼンから誘導される。トリル基はトルエン（メチルベンゼン）から誘導される。キシリル基はキシレン（ジメチルベンゼン）から誘導される。